# Sohlern (Adelsgeschlecht)

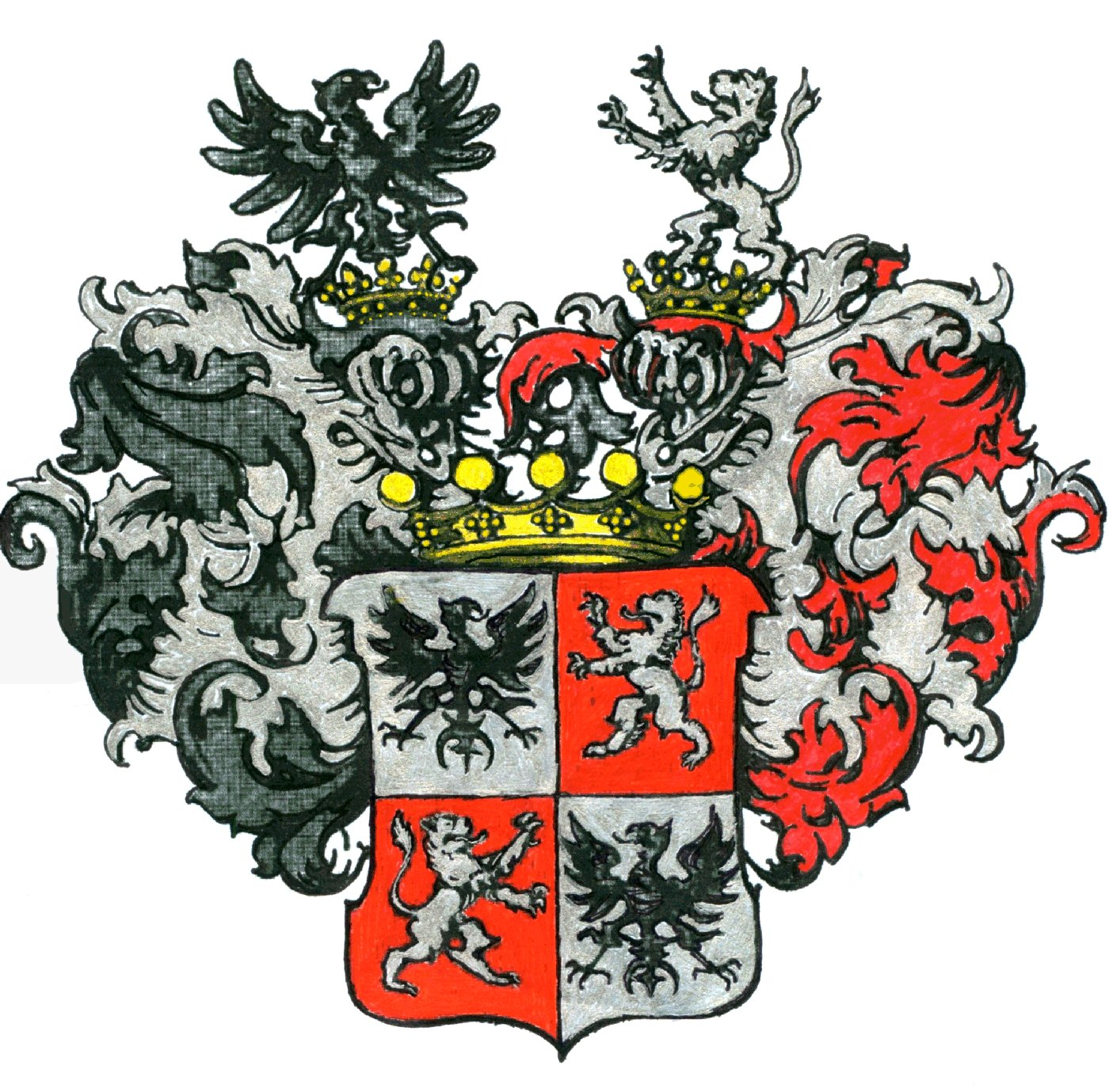
Wappen der Freiherren von Sohlern

Die Familie von Sohlern verdankt ihren Adelstitel ihrem Vorfahren, dem aus Siegen stammenden Anton von Sohlern. Er und seine Familie wurden am 9. März 1690 von Kaiser Leopold I. mit dem Prädikat „edle Herren von Sohlern und der Münda“ geadelt. Die Nachfahren hatten bis 2013 ihren Familiensitz auf der Burg Gößweinstein in der Fränkischen Schweiz.

## Geschichte

### Anton von Sohlern
Der aus gutbürgerlichem Hause stammende Anton Sohlern machte Karriere in den Diensten der Kurfürsten von Trier. 1670 erschien er unter Kurfürst Karl Kaspar von der Leyen als kurfürstlicher geheimer Rat. Gleichzeitig war er Amtsverwalter der bedeutendsten Ämter des Erzstiftes Trier, Boppard und Montabaur. 1675 wurde er Hofgerichtsdirektor. Nach dem Tod von Karl Kaspar von der Leyen (1676) wurde dessen Neffe Johann Hugo von Orsbeck neuer Kurfürst von Trier. Er begleitete den Kurfürsten 1689 zur Wahl von Josef I. zum römisch-deutschen König nach Augsburg. 1711 als Hofkanzler war er ein Botschafter für die Kaiserwahl Karls VI. Durch seinen Einfluss brachte er den trierischen Kurfürsten Johann Hugo von Orsbeck dazu, der Einrichtung der Kurfürstenwürde für das protestantische Kurfürstentum Braunschweig-Lüneburg (Hannover) zuzustimmen. Aus seiner Ehe mit Margaretha Magdalena von Sinneren (von Synerine) gingen drei Söhne hervor. Die Söhne Anton, Johann Hugo und Karl Heinrich teilten sich nach dem Tod ihres Vaters die ausgedehnten Besitztümer, gründeten drei eigene Stammeslinien und fügten ihrem Namen die Ortsbezeichnung ihres jeweiligen Familiensitzes zu.

### von Sohlern zu Graroth
Freiherr Anton (II.) von Sohlern zu Graroth (* 1665; † 12. Juli 1729) war kaiserlicher Rittmeister er wohnte mit seiner Frau Maria Angela von Crazenbach im Grorother Hof vor dem Ortseingang von Wiesbaden-Frauenstein, der seit 1694 im Familienbesitz war.
Ihr Sohn Freiherr Anton Joseph von Sohlern zu Graroth († 1776) war verheiratet mit Salomone von Scherer zu Hohenkreuzberg. Zwei in Holz geschnitzte Wappen der beiden zieren heute noch die von ihnen gestifteten Kommunionbänke der St. Georg und Katharina Kirche in Wiesbaden-Frauenstein. Mit den beiden kinderlosen Söhnen Carl Wilhelm und Hermann Franz erlosch die Linie der Freiherren von Sohlern zu Grarod. Der Grabstein des Freiherr Anton (II.) von Sohlern zu Graroth befindet sich in der Katholischen Pfarrkirche St. Peter und Paul in Eltville am Rhein.

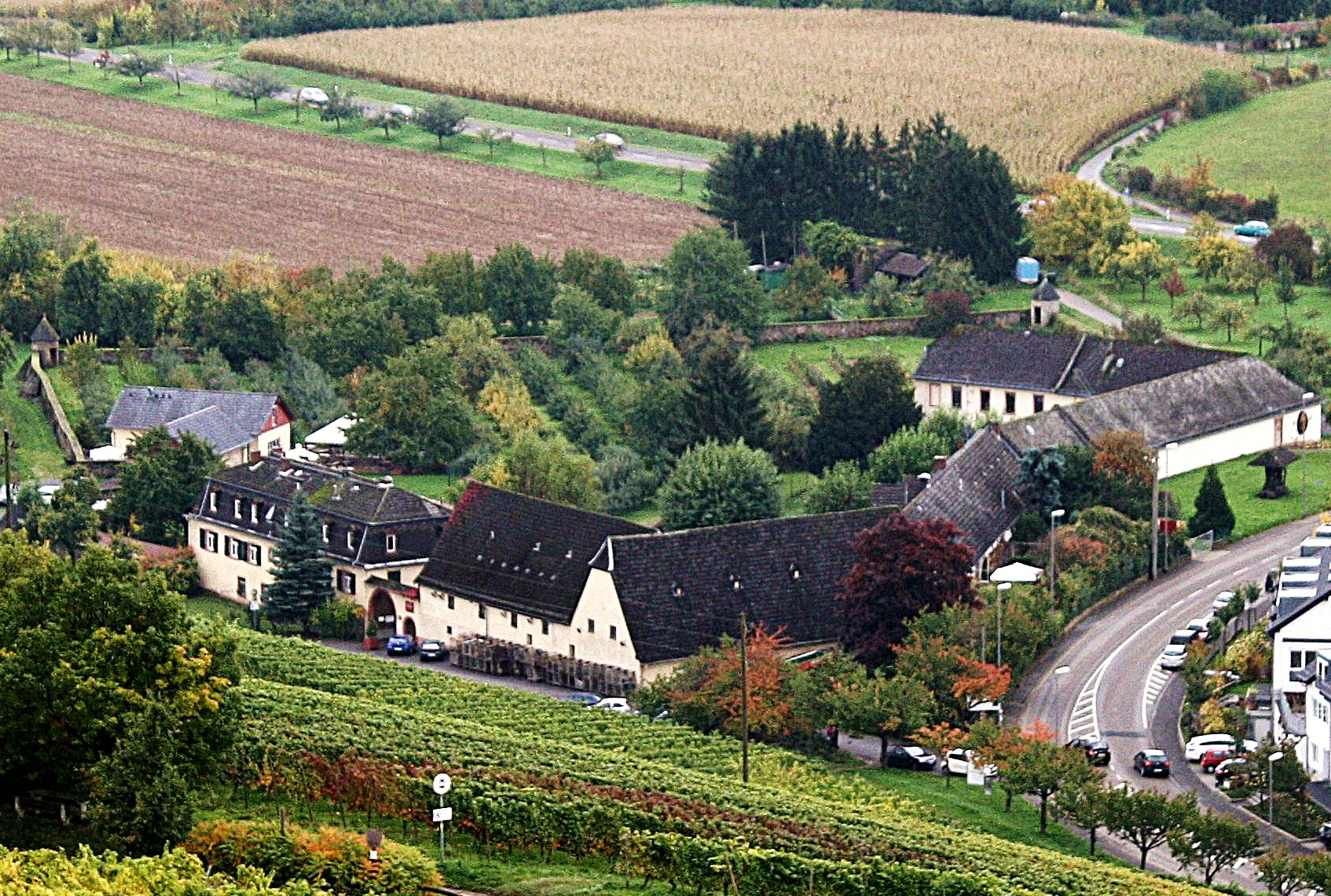
Grorother Hof, ehemaliger Sitz der Freiherren von Sohlern zu Graroth
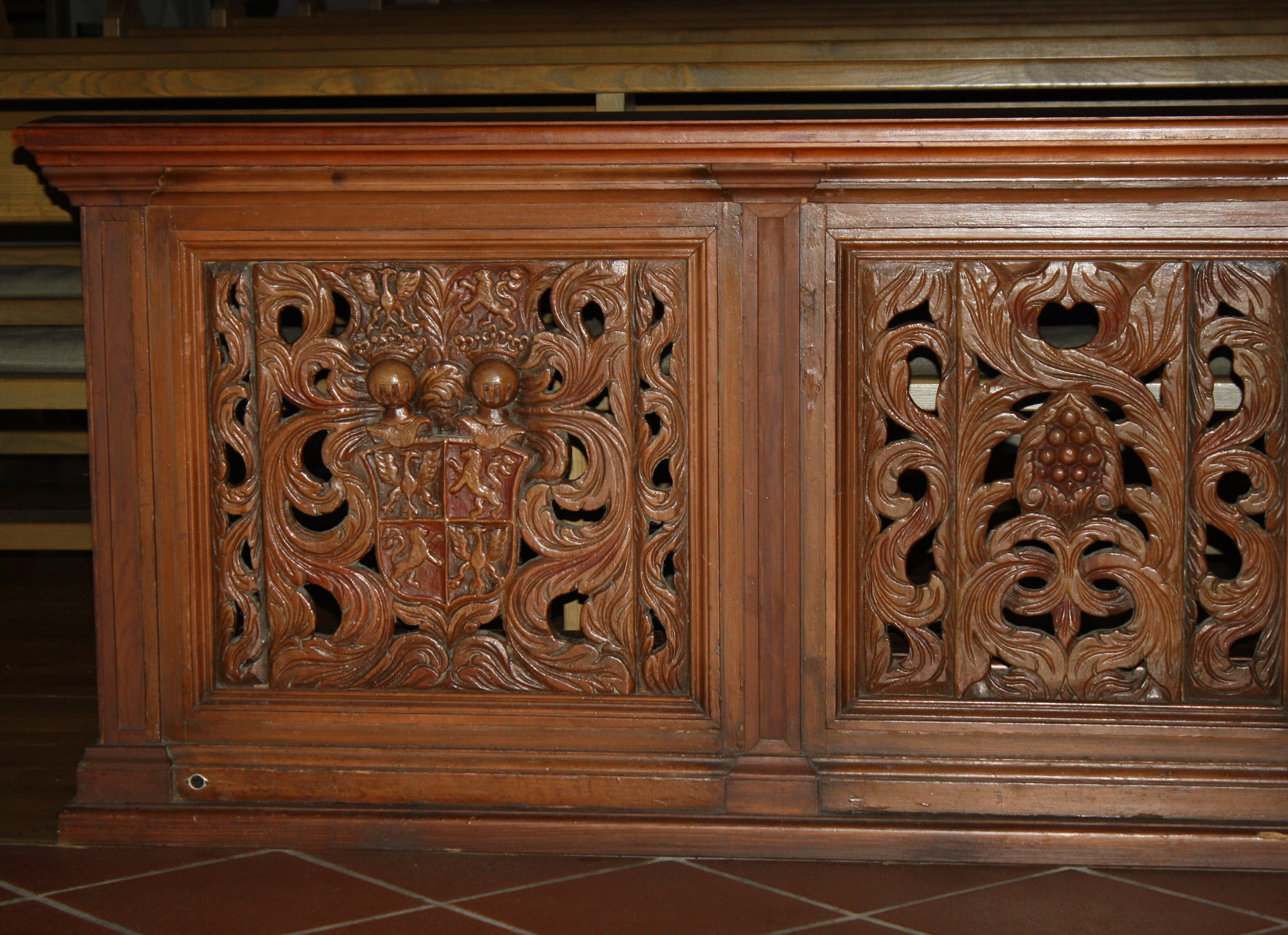
Kommunionbank Wi-Frauenstein mit Sohlern'schem Wappen

### von Sohlern zu Lorch
Freiherr Karl Heinrich von Sohlern († 1757) war der Gründer der Linie zu Lorch. Er machte 1722 das Lorcher Hilchenhaus, das Anton von Sohlern 1718 erworben hatte, zum Stammsitz seiner Familie. Überliefert ist das Testament des Karl Heinrich von Sohlern. Die nachfolgende Auflistung der Besitzungen und Rechte umfasst nur Karl Heinrichs Teil am Erbe und nicht den seiner beiden Brüder:
1. Das freiadlige Rittergut (Hilchenhaus) zu Lorch
2. Die mitten im Rhein bei Lorch gelegene Au Lorcher Werth
3. In Lorchhausen das freiadelige Klingelbachsche Haus, Weinberg, Güter und Gefälle
4. Die Gefälle zu Oberdiebach
5. Fruchtgülten und Zinsen aus Ransel, Wollmerschied, Presberg und Zinsen aus Rüdesheim
6. Eine Mahlmühle mit Mühlplatz und Garten in Lorch (Hilchenmühle auch Mittelmühle genannt)
7. Das Ferresse Haus und Gut neben den Piesporter Gütern
8. Das freiadelige Haus zu Rohm bei Burgen (Untermosel) nebst Gütern und Zinsen zu Müden und Kern
9. Das gräflich Lippe-Schaumburgische Haus zu Coblenz
10. Das freie Haus und Hof mit Gütern zu Niederhadamar, Gülten zu Hadamar
11. Die Güter zu Bernkastel, Grach, Cues, Monzelfeld an der Mittelmosel
12. Das freie Gut Cazersberg bei Neumagen
13. Das freiadlige Haus in Hönningen mit Gütern
14. Güter, Zinsen und Renten in Argendorf, Rheinbrohl, Ober- und Niederhammerstein
15. Das Gut in Dhron (?) an der Mittelmosel
16. Das Cöllnische Haus
17. Fruchtzehnten in Niederelbert und Würges bei Montabaur
18. Juwelen, Silberwerk, Leinwand, Jagdgärner (gemeint evtl. Hirschfänger), Gewehr, Schuldforderungen

Verheiratet war Karl Heinrich von Sohlern mit Anna Johanna Kunigunde von Bastheim. Das Paar hatte drei Kinder: Emiliana, (verheiratete von Berlepsch), Theresa und den Erben Augustin von Sohlern († 1788).
Augustin von Sohlern stand als Militär ebenfalls in kurtrierischen Diensten und war zuletzt General und Kommandant der Festung Ehrenbreitstein in Koblenz. Augustin war mit Anna Theresia von Bastheim verheiratet und hatte, laut Lorcher Kirchenbüchern, mit ihr mehrere Kinder: Maria Anna (Antionette) (* 11. August 1756), Johanna (* 15. Februar 1759; † 21. Mai 1759) und Josepha (* 10. Februar 1765). Nicht in den Lorcher Kirchenbüchern verzeichnet sind die Geburten, des Stammhalters Franz Georg (* 1755), dessen Bruder Carl, der im Kindesalter in Lorch verstarb, und deren Schwester Maria Theresia, die alle auf Ehrenbreitstein geboren wurden. Maria Theresia wurde als Jugendliche zum Eintritt in das Kloster Stuben gezwungen. Ihr Kampf, den Klostermauern zu entrinnen wird in dem Roman „Die Frauen von Stuben“ von Josefine Wittenbecher erzählt.
Mit Franz Georg von Sohlern endet die männliche Linie der Sohlern zu Lorch. Verheiratet war er mit Magdalena Macher, das Paar hatte eine Tochter Amalia verheiratete von Plettenberg († 1852 in Lorch). Der Lorcher Besitz ging an seine Schwester Maria Antoinette, die mit Carl Heinrich Freiherr von Hausen (* 10. Oktober 1755; † 7. Februar 1832) verheiratet war über. Das eindrucksvolle Grabmal des vormaligen Hofgerichtsherrn auf Rehlingen in Deutsch-Lothringen, Capitain im französischen Regiment Royal-Deux-Ponts, kurtrierischer Kammerherr und Jägerhauptmann kann man heute noch an der Pfarrkirche St. Martin in Lorch bewundern. Mit dem Sohn Ferdinand von Hausen endet auch diese Linie.

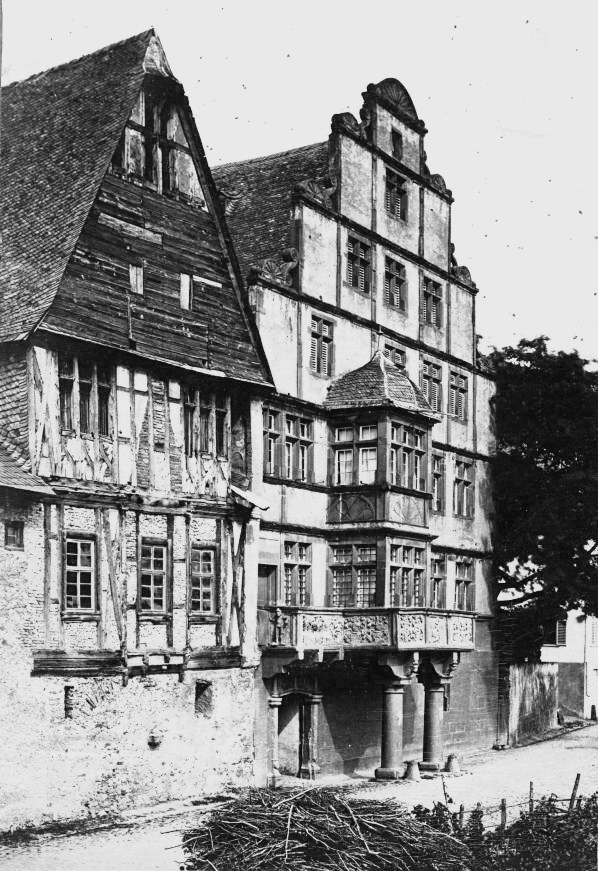
Das "Alte-" und das "Neue" Lorcher Hilchenhaus der Sitz der Freiherren von Sohlern zu Lorch Foto vor 1885
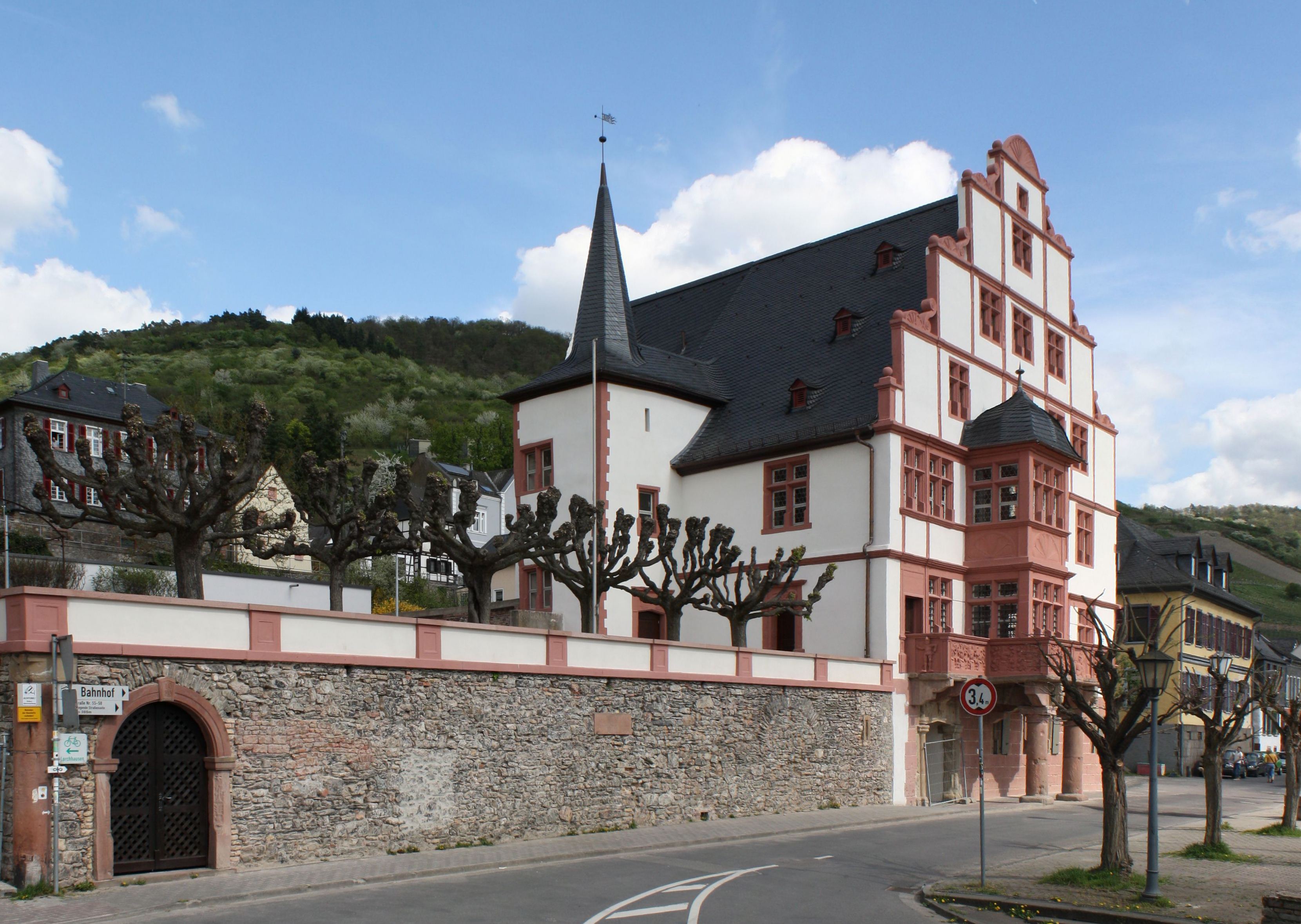
Lorcher Hilchenhaus heutiger Zustand
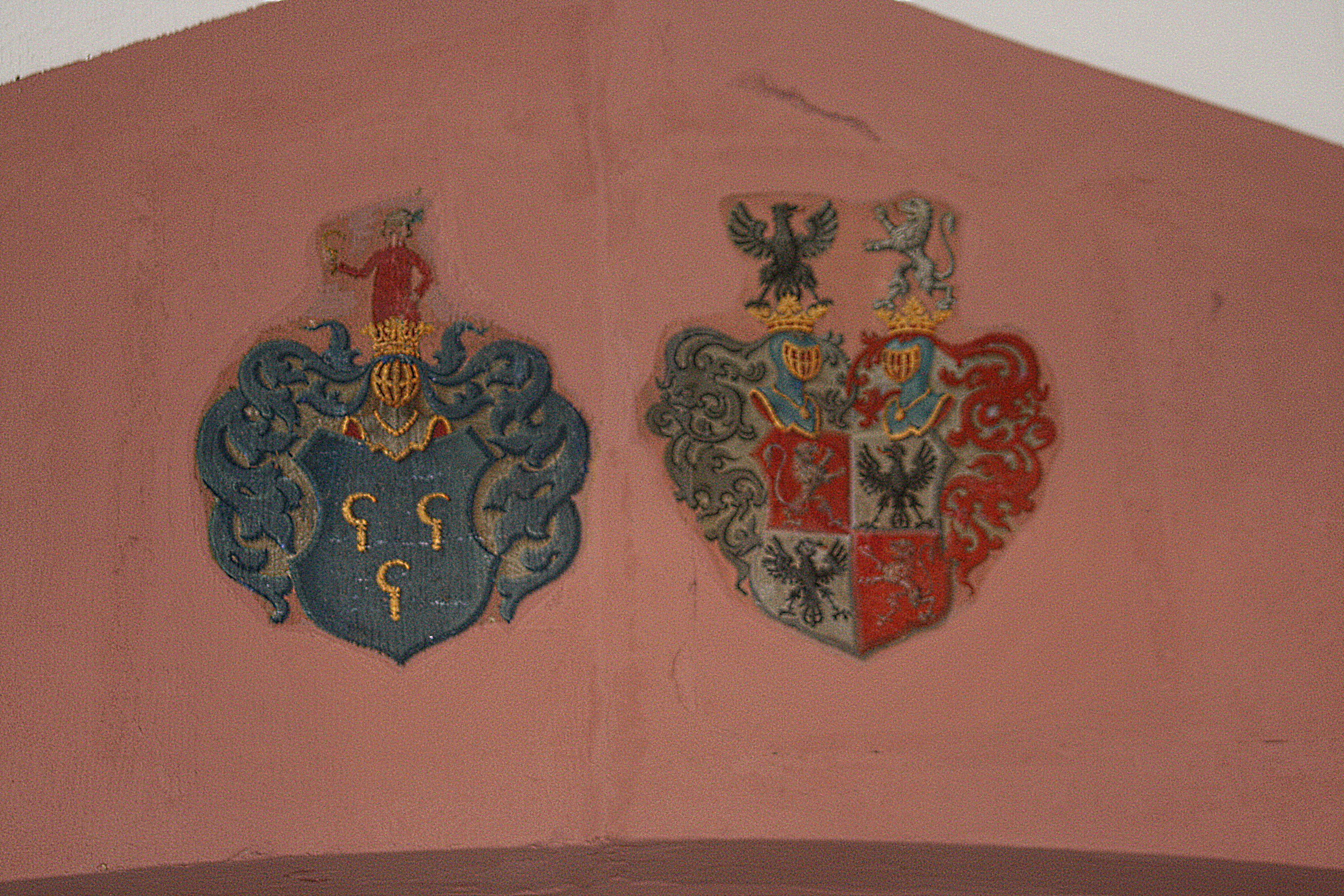
Ehewappen des Carl Heinrich Freiherr von Hausen und der Freiin Maria Antoinette von Sohlern, im Rittersaal des Hilchenhauses Lorch
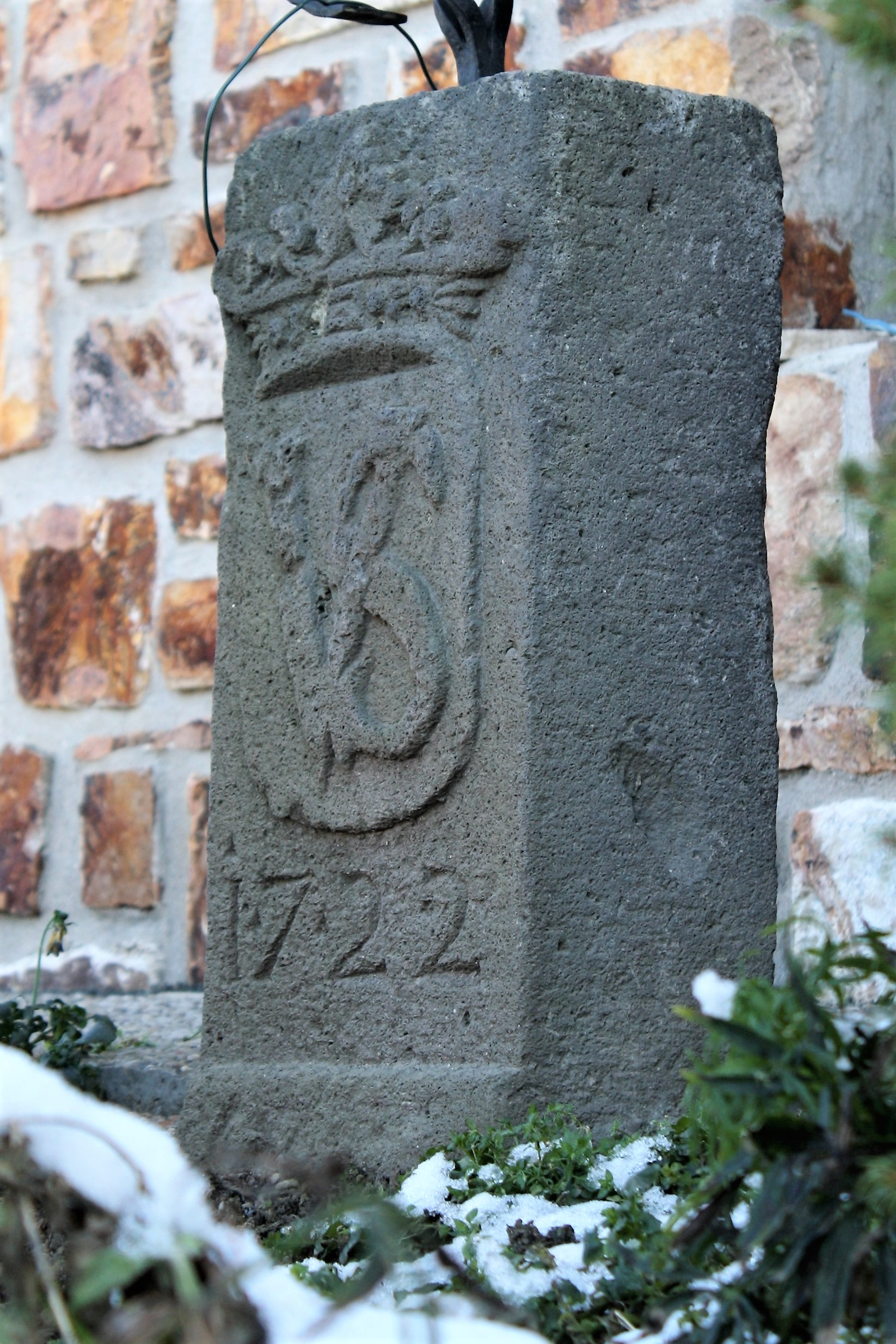
Güterstein (Grenzstein) der Freiherrn von Sohlern in Lorch von 1722

### von Sohlern zu Nastätten
Freiherr Johann Hugo von Sohlern († 1732), der Gründer der Linie zu Nastätten, war verheiratet mit Anna Maria Freiin von Dietz. Bis ins 19. Jahrhundert hatte diese Linie ihren Stammsitz in Nastätten im Klingelbacher Hof, benannt nach Junker Reinhard von Klingelbach. Das ehemals freiadlige Hofgut hatte Anton Sohlern 1690 erworben und um- und ausgebaut. Seit dieser Zeit wird das Anwesen Sohlernscher Hof genannt. Bis 1840 blieb es im Besitz der Familie von Sohlern zu Nastätten.
Danach zog die Familie auf das Hofgut Johannishof bei Bad Königshofen im Grabfeld. 1875 kaufte Edgar Freiherr von Sohlern vom Königreich Bayern die Burg Gößweinstein als Sitz für seine Familie. Die neuen Burgherren bauten 1890 das Schloss im Sinne der Neugotik um, wobei das Hauptgebäude Treppengiebel erhielt.
Bis zum Tod von Michael Freiherr von Sohlern, im Jahr 2013, blieb Burg Gößweinstein Familiensitz. Nach dem Tod des Burgherrn ging die Burg, auf dessen letzten Wunsch hin, an die neuen Eigentümer, Familie Layritz aus Gößweinstein. Der Schauspieler Gilbert von Sohlern ist auch ein Nachfahre der Sohlern zu Nastätten.

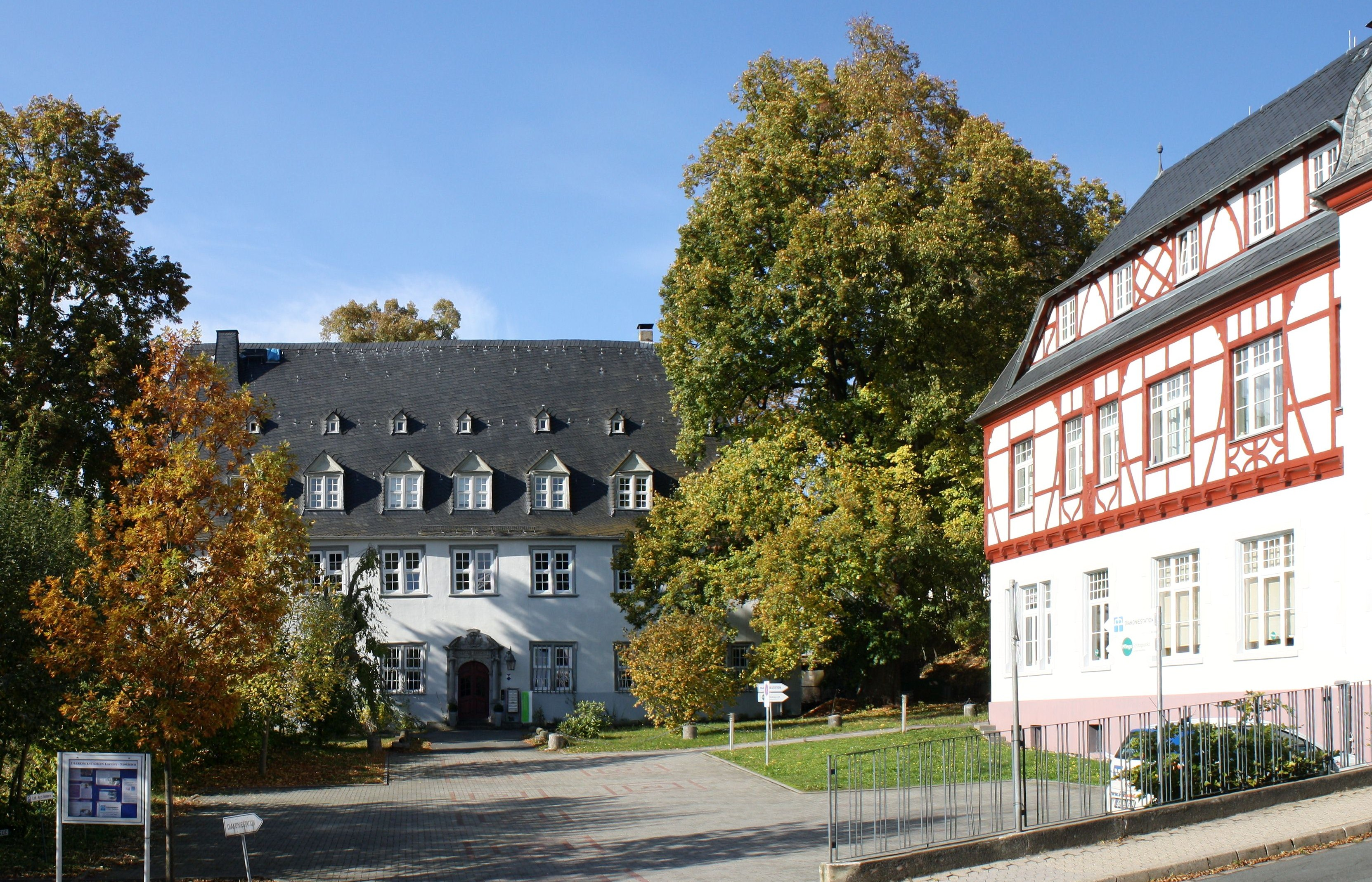
Klingelbacher Hof in Nastätten, heute besser bekannt als Sohlernscher Hof. Das Anwesen war der Sitz der Freiherren von Sohlern zu Nastätten
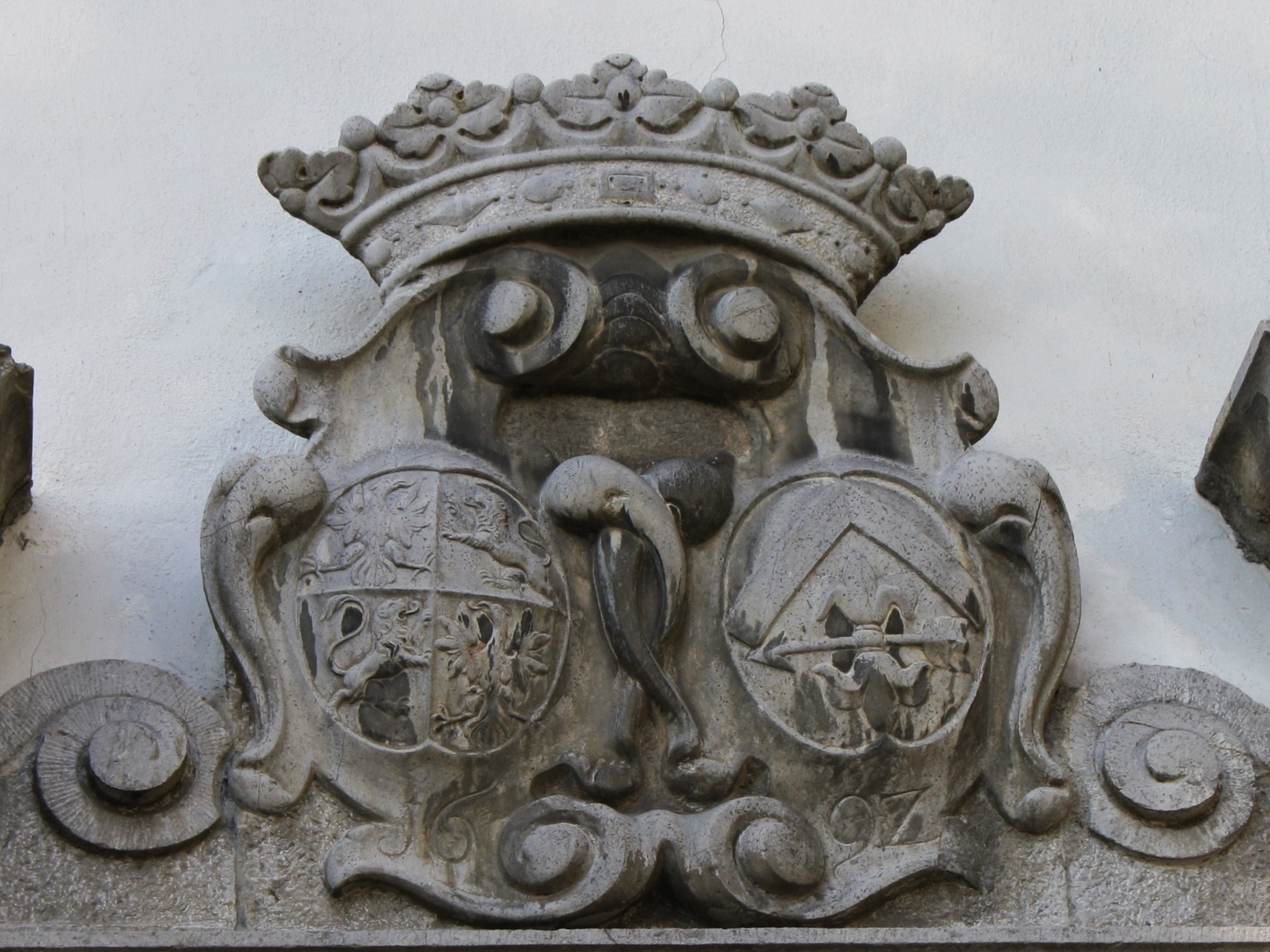
Ehewappen des Anton von Sohlern und Magdalena von Sinneren (von Synerine) über dem Eingangsportal des Klingelbacherhofes
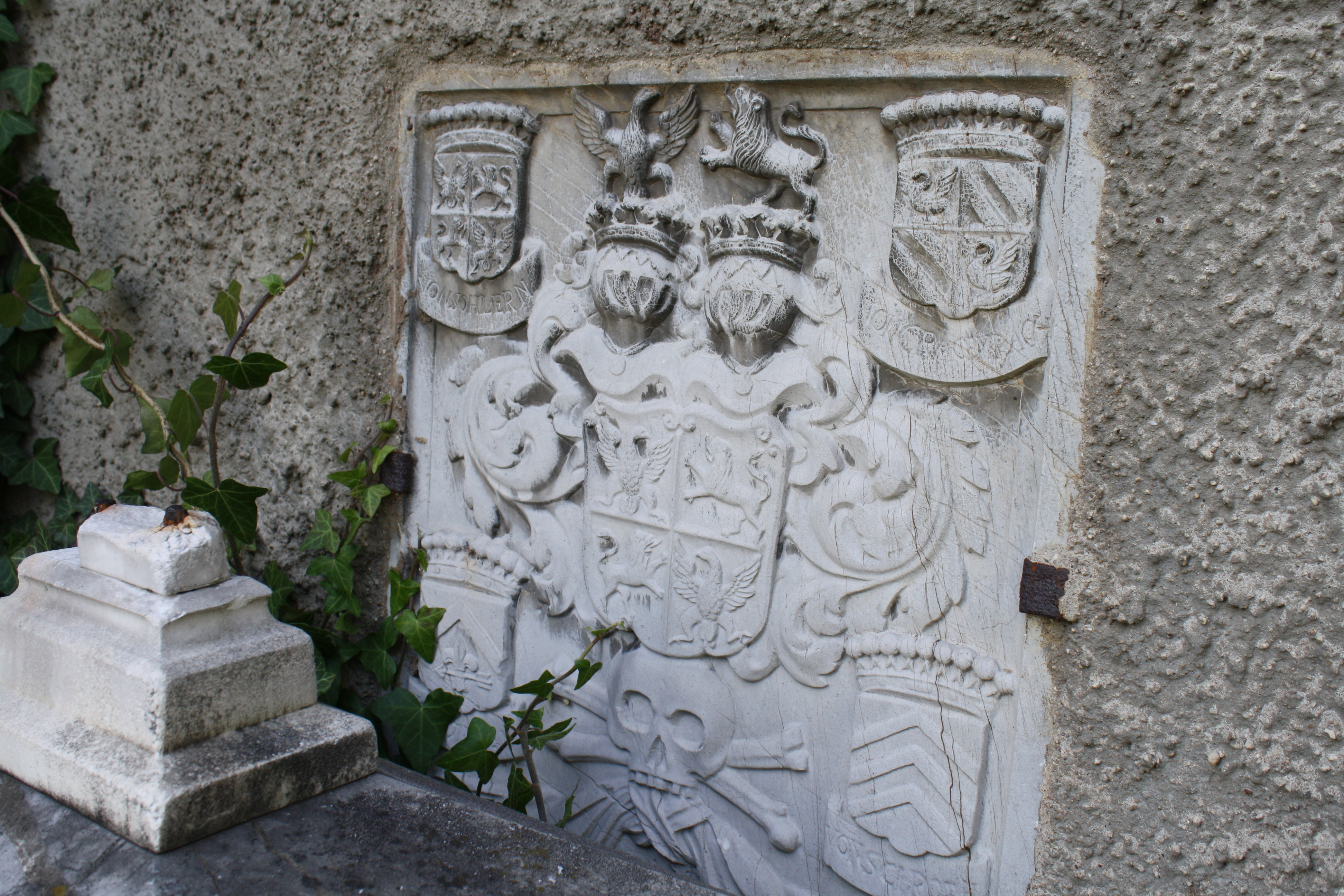
Epitaph mit Sohlerschen Wappen in Nastätten
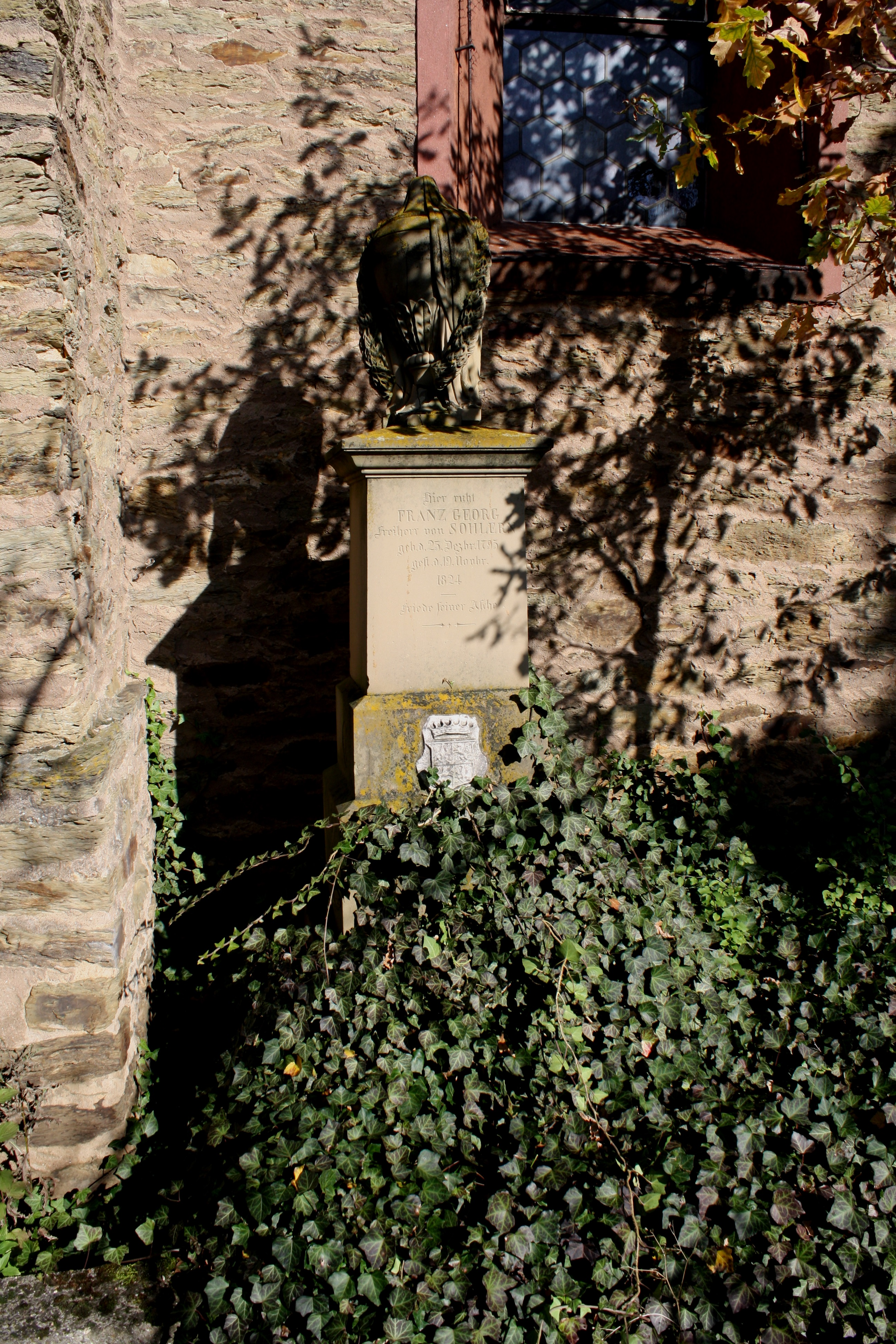
Grabmal des Franz Georg von Sohlern (* 1795; † 1824) in Nastätten
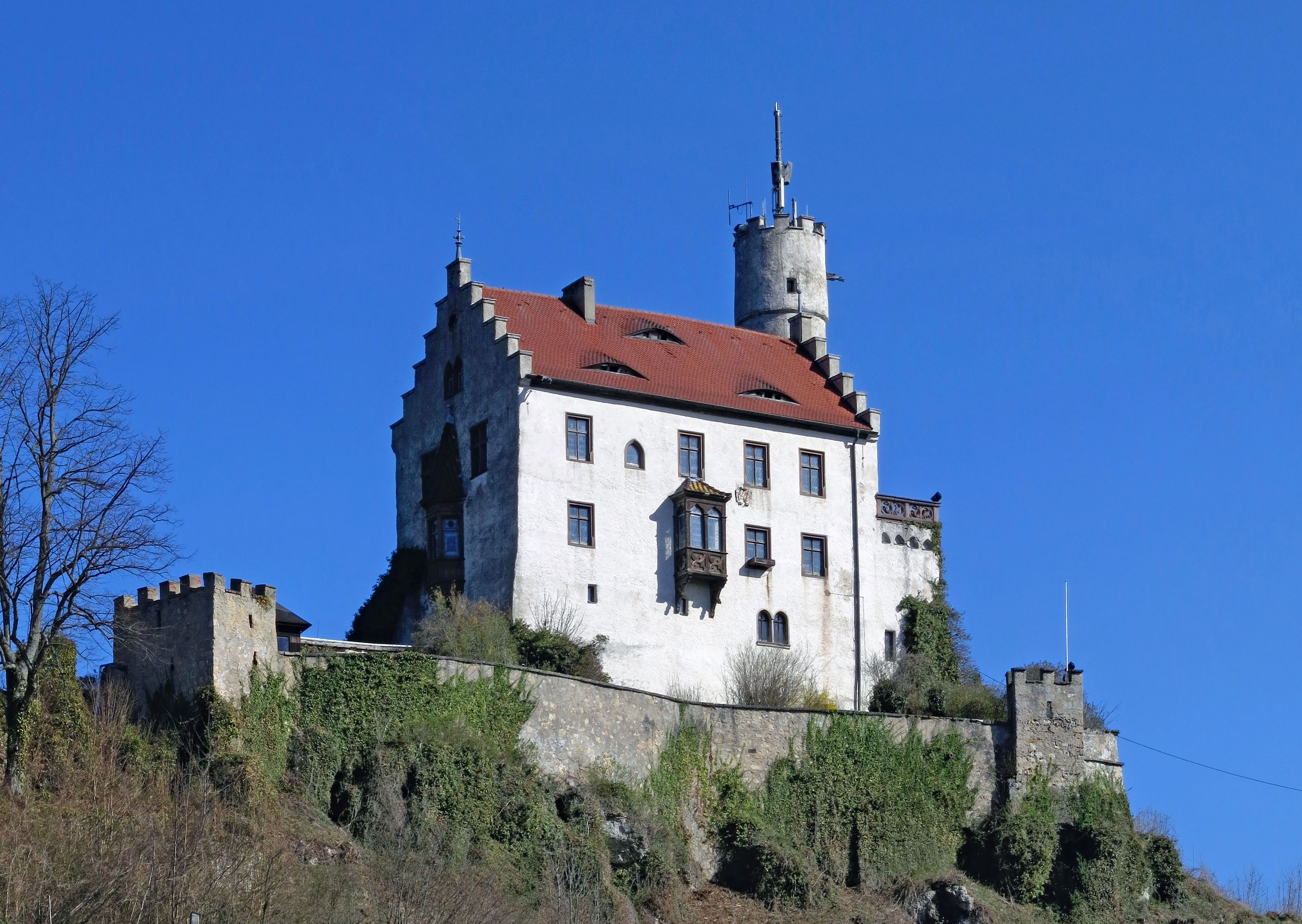
Burg Gössweinstein war von 1875 bis 2013 der Sitz der Linie von Sohlern zu Nastätten
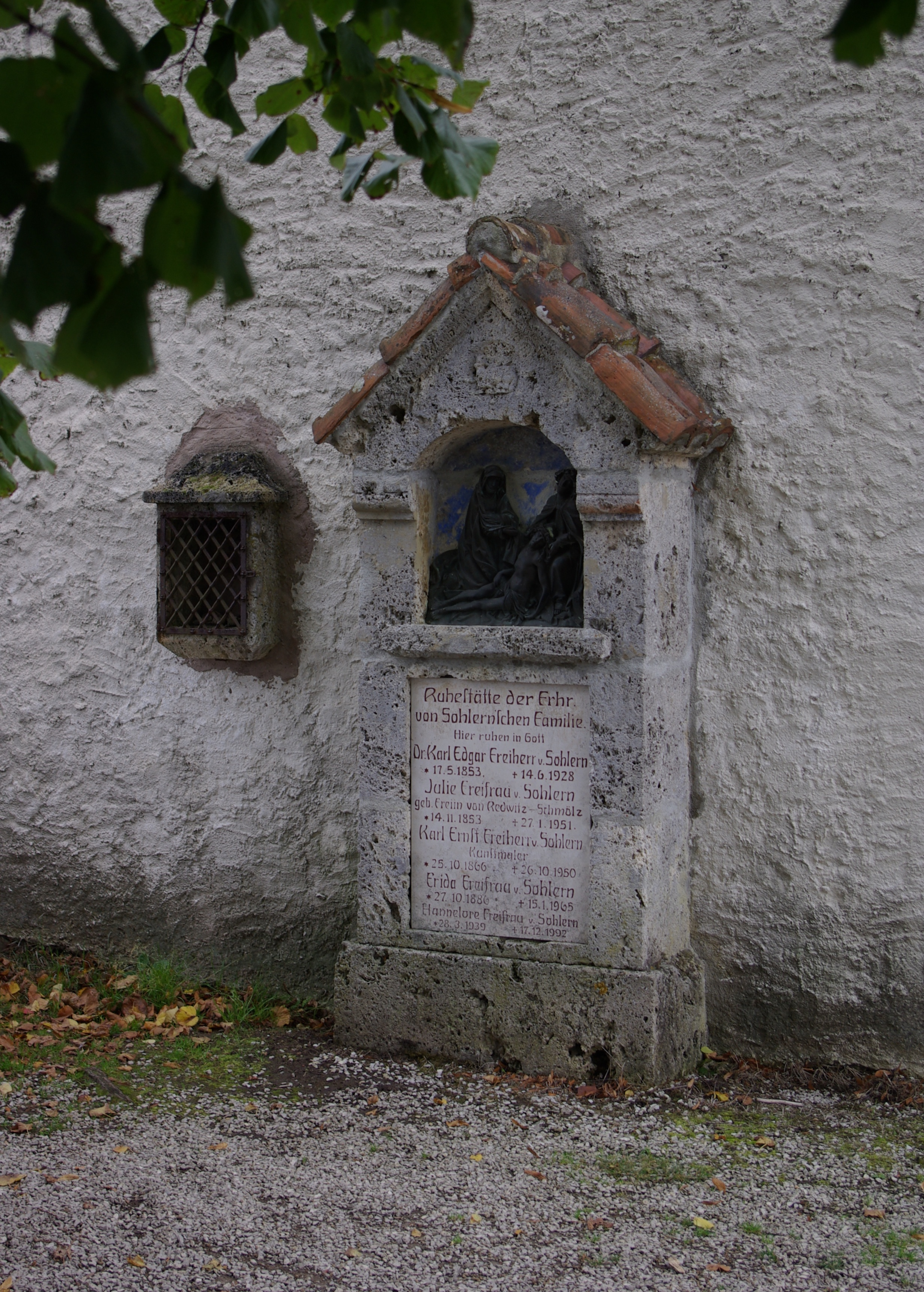
Ruhestätte der Familie v. Sohlern auf Burg Gössweinstein

### Edle Herren von Sohlern und der Münda
- Anton von Sohlern (…) ⚭ Margaretha Magdalena von Sinnern (von Synerine) (3 Söhne: Anton II., Johann Hugo, Karl Heinrich)

#### Freiherren von Sohlern zu Graroth
- Anton II. (* 1665 ; † 12. Juli 1729) ⚭ Marie Angela von Cratzenbach
- Anton Joseph (* ; † 22. Juli 1776) ⚭ Salome von Scherer zu Hohenkreuzberg
- Karl Wilhelm und Hermann Franz beide ohne Nachfahren, Aemiliana ⚭ Adolph Freiherr von Bellmont

#### Freiherren von Sohlern zu Nastätten
- Johann Hugo († 1732) ⚭ Maria Anna von Dietz (3 Töchter u. 2 Söhne: Anton u. Johann Hugo Franz)
- Johann Hugo Franz (* 14. Juni 1720; † 12. Juni 1771) ⚭ Anna Katharina von Holzfeld (3 Söhne: Anton Joseph, Ferdinand, Franz Philipp Gregor (* 24. April 1761; † 12. Juni 1789))
- Anton Joseph (* 18. Juni 1757; † 1783) ⚭ Marie Laura Franziska Josephe Clara Baronesse de Goussault d`Alimont (* 8. August 1752)
- Anton Franz Georg (* 25. Dezember 1795; † 19. November 1824) ⚭ Marie Josephine Walburga Charlotte Magdalene von Hausen (in zweiter Ehe ⚭ Ludolf von Langen nass. Amtmann zu Königstein) (1 Sohn Karl Heinrich, 1 Tochter Marie Antoinette verheiratete von Oberkamp (* 8. August 1824))
- Karl Heinrich (* 12. Januar 1823; † ) ⚭ Charlotte Freiin von Schütz zu Holzhausen (1 Tochter: Luise Bertha Franziska (* 12. Januar 1823), 5 Söhne: Hugo Damian Franz Joseph (* 8. Mai 1850), Dr. Karl Edgar, Heinrich Emil (* 27. Mai 1854), Heinrich Karl (* 3. Januar 1861), Karl Ernst (Landschaftsmaler) (* 25. Oktober 1866; † 26. Oktober 1950))
- Dr. Karl Edgar (* 17. Mai 1853; † 14. Juni 1928) ⚭ Julie Freiin von Redwitz – Schmölz (* 14. November 1853; † 27. Januar 1951)

#### Freiherren von Sohlern zu Lorch
- Karl Heinrich († 1757 ) ⚭ Anna Johanna Kunigunde von Bastheim (2 Töchter: Therese, Emiliane verh. von Berlepsch und 1 Sohn: Augustin)
- Augustin († 19. Februar 1788) ⚭ Anna Therese von Bastheim (* 1715; † 30. September 1768) (4 Töchter: Maria Anna (Antionette) verh. von Hausen (* 11. August 1756), Johanna (* 15. Februar 1759; † 21. Mai 1759), Josepha (* 10. Februar 1765), Maria Theresia und 2 Söhne: Franz Georg, Carl († 5. November 1759 ))
- Franz Georg (* 26. Januar 1755; † 2. Januar 1821) ⚭ Magdalena Macher (1Tochter: Amalia verh. von Plettenberg († 1852 Lorch) )